# L'Architecture
Pour la sculpture, voir Paul Landowski#Sculptures.
L'Architecture est un roman de Marien Defalvard publié en 2021 par les éditions Fayard.

## Accueil critique
- Sur son blog Stalker[1], Juan Asensio conteste l'affirmation souvent reprise selon laquelle l'ouvrage de Marien Defalvard se lit difficilement : « Si je voulais continuer à choquer les imbéciles, je m'amuserais même à prétendre que L'Architecture se lit non seulement d'une traite, mais ne m'a causé aucune difficulté particulière, de lexique comme de forme (je veux dire : de structure grammaticale) » ; il ajoute : « Exploration des plus épaisses couches du langage, L'Architecture est aussi, d'abord même, au niveau le plus superficiel où barbotent les animalcules à tuba et palmes en plastique mou, un remarquable essai sur la littérature, sur ce qu'est la grande littérature et celles et ceux qui la font aux yeux de l'écrivain. »
- Dans L'Opinion indépendante, Christian Authier s'interroge : « De quoi est-il question dans L'Architecture » ; en réponse, il énumère : « Du langage, de philosophie, de métaphysique, de politique et de mystique ». Il écrit en conclusion de son article : « On espère ne pas attendre dix ans avant de retrouver cet écrivain aussi éblouissant que singulier dont le souffle semble un défi à l’époque. Lisez Devalfard, manière de Lautréamont contemporain »[2].
- Dans Marianne, Frédérique Briard souligne que « Defalvard fait éclater les codes classiques de la narration pour laisser la place à une déambulation métaphysique, à un dédale de questionnements sur le langage, son statut ontologique et la possibilité de sa fondation »[3].
- Sur Zone critique, notant que Marien Defalvard est un « auteur qui tient à créer une langue nouvelle [et] revendique son fascisme », Jeanne Copey voit dans L'Architecture « un roman réactionnaire » où « la langue utilisée par Marien Delfavard pour dénoncer la décadence de  l’Occident [est] précisément aussi décadente, riche, et faisandée, rappelant la prose de Huysmans »[4].
- Arnaud Viviant, dans Transfuge, se référant à l'entretien qu'il a eu avec Marien Defalvard[5], considère que L'Architecture est « le livre du père ».
- Selon Youness Bousenna (telerama.fr, 1er juillet 2021), « un grand roman naît d’une grande idée. Celle du surdoué Marien Defalvard, comète qui passe tous les cinq ans (après 2011 pour Du temps qu’on existait, son premier roman, à 19 ans, et 2016 pour Narthex, recueil de poèmes éblouissant), est capitale. »
- Baptiste Rappin fait observer par ailleurs, sur le blog Stalker[6], que le roman prend le contre-courant de la littérature actuelle, « comme en témoigne au premier chef la réception plus que modeste, étique pour tout dire, que les supports officiels du journalisme littéraire, à moins que ce ne soient les supports littéraires du journalisme officiel, lui offrirent lors de sa sortie en début d’année 2021 ».